# Bismarck-Tunnel

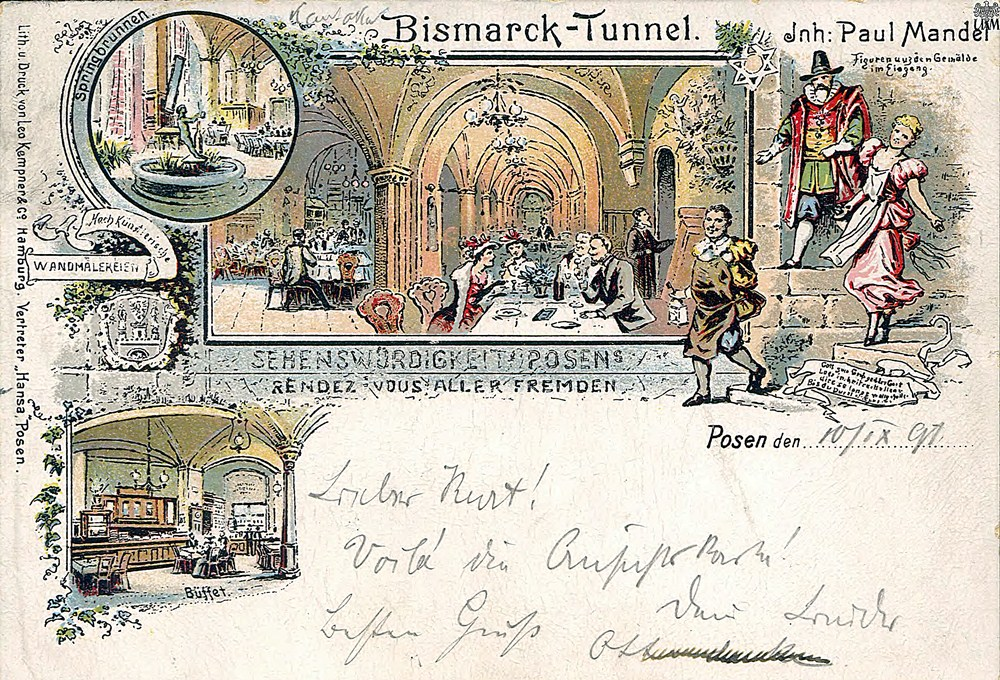
Tunel Bismarcka na pocztówce z 1897

Bismarck-Tunnel (pol. Tunel Bismarcka) – piwiarnia i restauracja zlokalizowana w Poznaniu, przy ul. Bismarcka (późniejsza ul. Kantaka 2/4), uruchomiona w styczniu 1875 (przerwa w działalności miała miejsce w latach 1887–1896 z uwagi na deficyt). Lokal urządzono na wzór bardzo popularnej berlińskiej Rastkeller pod Czerwonym Ratuszem. Restauracja została zamknięta.

## Historia
Był to jeden z największych i najpopularniejszych lokali gastronomiczno-rozrywkowych Poznania w początkach XX wieku. Zajmował monumentalne piwnice kamienic (tzw. pałaców czynszowych) po wschodniej stronie ulicy (obecnie na tyłach Domów Towarowych Alfa). Główna sala, sklepiona łukowo, miała 51,5 m długości, 14 m szerokości i 5 m wysokości. Pierwszym dzierżawcą był Browar Akcyjny Eichberg (Schwiebus tj. Świebodzin), który sprzedawał tu wyroby własne. Pierwszym kierownikiem był W. Jaensch.
W Tunelu odbywały się różnego rodzaju imprezy i uroczystości – np. corocznie jesienią urządzano huczne monachijskie festyny październikowe, zbliżone w treści do Oktoberfest. Podawano wtedy przysmaki kuchni bawarskiej – Weißwurst, kiełbaski cielęce i sałatki ziemniaczane. W okresie jesienno-zimowym organizowano Wielkie festyny świniobójcze i Wielkie wieczory kiszkowe (mięso z kotła, kaszanki z kapustą, wątrobianki). 
Specjalnością lokalu na co dzień była szynka pieczona w cieście, ciepła sałatka ziemniaczana, potrawy z kurcząt, sola w sosie chrzanowym, wieprzowe kopytka z grochem i kwaśną kapustą, szparagi z szynką i królewskie flaki wołowe.
Oferta lokalu obejmowała też asortyment cukierni Aleksandra Witalisa Żuromskiego. Proponowano np. 24 gatunki tortów, czekolady i czekoladki z Francji oraz Szwajcarii, pączki, marcepany, lody, a także cukierki produkowane we własnej wytwórni.